# Phitryonus cyanipennis
Phitryonus cyanipennis är en skalbaggsart som beskrevs av Leon Fairmaire 1903. Phitryonus cyanipennis ingår i släktet Phitryonus och familjen långhorningar.
Artens utbredningsområde är Madagaskar. Inga underarter finns listade i Catalogue of Life.